# Plaistow (Newham)
Plaistow is een wijk in het Londense bestuurlijke gebied London Borough of Newham, in het oosten van de regio Groot-Londen.

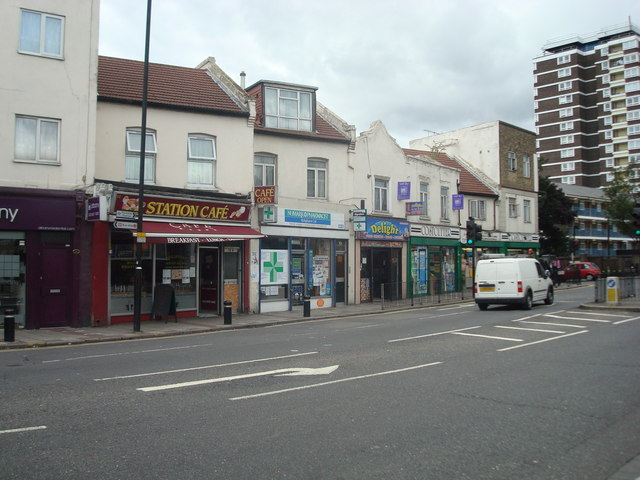
Winkels in High Street
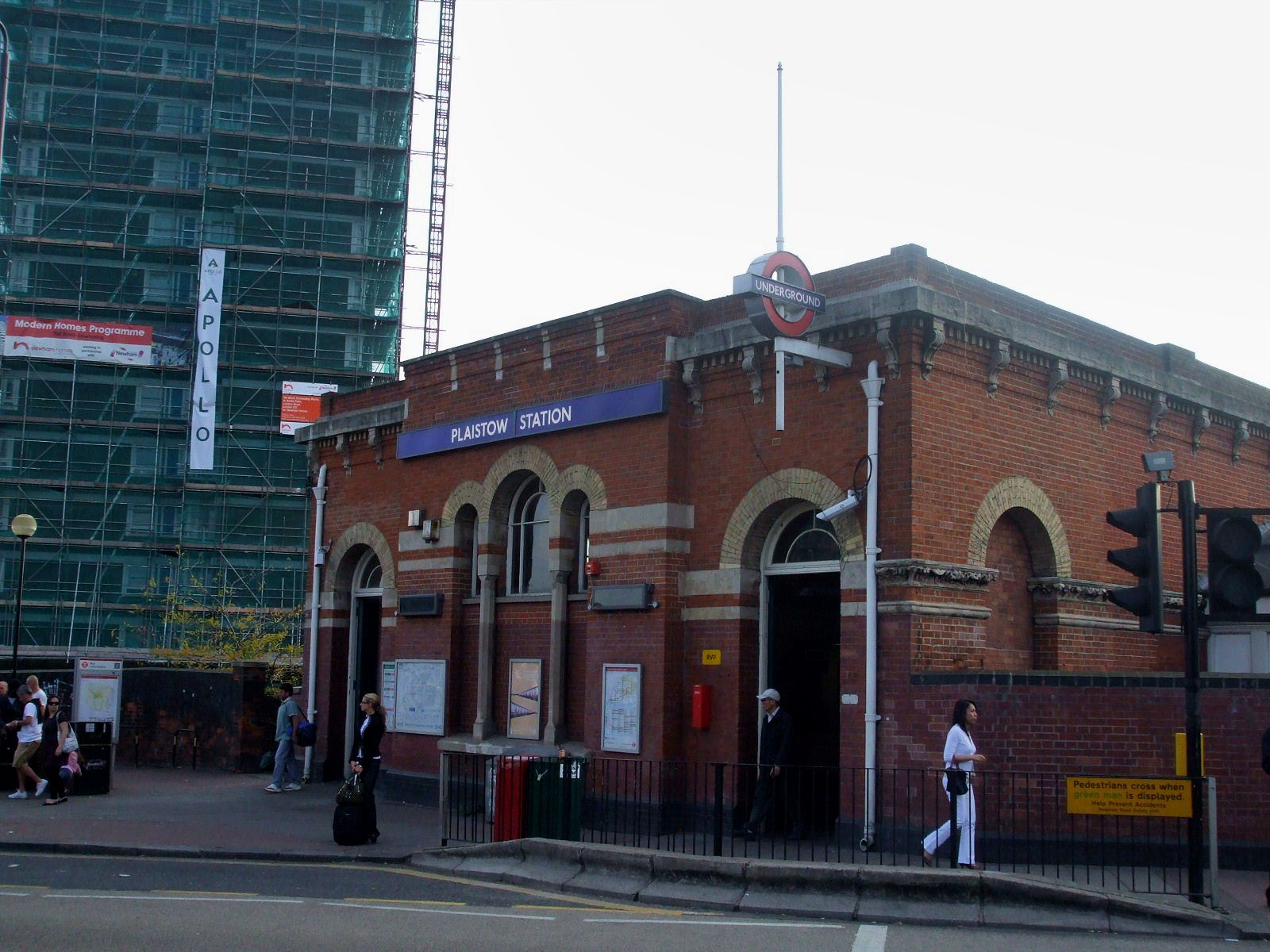
Station

## Geboren in Plaistow
- Martin Peters (1943-2019), voetballer
- Ronnie Lane (1946-1997), bassist en songwriter en muziekproducent (o.a. Small Faces, Faces en Slim Chance)
- David Essex (1947), zanger en acteur
- David Amess (1952-2021), politicus
- Jade Ewen (1988), zangeres en actrice, voormalig lid van de Sugababes
- 21 Savage (1992), rapper